# 月刊少年ギャグ王
『月刊少年ギャグ王』（げっかんしょうねんギャグおう）は、かつてエニックスが発行していた日本の月刊ギャグ漫画雑誌。1994年（5月号）創刊、1999年（4月号）休刊。当初は毎月30日発売であったが後に毎月3日に変更され、通巻58号（増刊を含む）が発行された。
エニックスより刊行された漫画雑誌の中で初めて当初から誌名に「ガンガン」が入っていない雑誌であり、また最初に休刊した雑誌である。

## 概要
1994年3月に創刊号が発売。1993年に発売された『月刊少年ガンガン 増刊4コママンガ劇場』を前身としており、テレビゲームファンの子供を対象としていた。当時、好調だった4コママンガ劇場のノウハウを生かし、少年漫画誌としては珍しい4コマ漫画、ギャグ漫画を中心とした構成となっていた。創刊時の連載作品には当時の『ドラゴンクエスト4コママンガ劇場』で描いていた漫画家達のオリジナル作品が多かった。キャッチコピーは「ぼくらのハッピーマガジン」。
1997年にマリオやポケットモンスターなどのゲームコミックを大量に連載し始めたものの、発行部数は年々減少。1999年に連載から4コマ漫画を外し、『月刊少年GagOh!』と誌名を改め心機一転を図ったが、わずか3号で休刊となる。牧野博幸によれば、他の子供向け漫画雑誌のような方向を目指すも失敗、オタク向けにして男性作家はリストラする。という雑誌方針の変更があったという。

## 連載作品
- アークザラッドII（藤凪かおる）
- アクロバットバカ野郎（タイジャンホクト）
- いかさまシアター（丹羽俊晴）
- うめぼしの謎（三笠山出月） - 後に大都社から『完全版 蔵出しうめぼしの謎』が出版。
- 大ボケ超人ウッカリマン（岩村俊哉）
- 怪傑!オピウム君（山藤ひろみ）
- がんばれスイートシュガーちゃん（霧賀ユキ）
- 奇笑天傑物語（原淳）
- KIBA!（村上ゆみ子）
- 金科玉条!? お花守（曾我あきお）
- 幻想大陸（夜麻みゆき） - 後に月刊少年ガンガンにて同じ時系列の作品『刻の大地』として続刊。
- 強引にマイウェイ（計奈恵）
- GOGO!マリオワールド（兼本あつこ）
- 殺し屋ジョージ（梶原あや）
- 最強不運少年バット君（栗本和博）
- 最後の楽園・最後の学園（坂本太郎）
- すすめ!!ダイナマン（池田匠→川野匠）
- ちぱパニック!!（幸宮チノ）
- ちゅうちゅうパトロール（梶原あや）
- 超弩級ほかほか戦士チャブダイン（牧野博幸）
- ドラゴンクエスト1Pコミック劇場（作者複数）
- ドラゴンクエスト4コママンガ劇場 ギャグ王編（作者複数）
- ドラゴンクエスト ヴァーチャルバトラー仁（御茶まちこ）
- トルネコ一家の冒険記（脚本：小松崎康弘、作画：村上ゆみ子、監修：堀井雄二）
- とんでも勇者（白井寛）
- ナイトウォーカー!（東まゆみ）
- 忍ペンまん丸絵日記（いがらしみきお）
- 半熟忍法帳（新山たかし）
- ピエール刑事'94（中井一輝）
- Pico☆Pico（衛藤ヒロユキ）
- 平成バンパイア（浅野りん）
- ぼくらの推理ノートシリーズ（原作：夏緑）
  - 少年探偵彼方 ぼくらの推理ノート（作画：井上いろは）
  - 続・少年探偵彼方 ぼくらの推理ノート（作画：祥寺はるか、キャラクターデザイン原案：井上いろは）
  - ぼくらの推理ノート 聖クラリス探偵団（作画：祥寺はるか）
- まさかの魔サーガ（すずや那智）
- もけけ日記（桜井蓮哉）
- YAT安心!宇宙旅行（川本祐太郎）
- 勇者カタストロフ!!（牧野博幸）
- RUNRUNブラザーズ（川本祐太郎）
- レニフィルの冒険（石田和明）
- ワンダープロジェクトJ2 コルロの森のジョゼット（正木らか）

### 移籍作品
- ハイパーレストラン（霧香&聖娜→たかなし霧香） - 『月刊ガンガンWING』に移籍
- 御意見無用っ!!（よしむらなつき） - 『月刊ガンガンWING』に移籍
- ドラゴンクエスト 天空物語（幸宮チノ） - 月刊Gファンタジー増刊『ステンシル』に移籍
- ファイアーエムブレム 聖戦の系譜（藤森ナッツ） - 月刊Gファンタジー増刊『ステンシル』に移籍
- 魔法使い養成専門 マジック🟌スター学院（南澤ミズキ→南澤久佳） - 『月刊Gファンタジー』に移籍
- アストロベリー（金田一蓮十郎） - 『コミックバウンド』に移籍（その後、『ガンガンパワード』『ガンガンYG』を経て『増刊ヤングガンガン』に移籍）

## 編集者
- 保坂嘉弘 - 編集長
- 飯田義弘
- 松崎武吏

## Gag-Oh! コミックス
Gag-Oh! コミックス（ギャグ・オー! コミックス）は『月刊少年ギャグ王』に掲載された作品を主に収録する漫画単行本レーベル。1994年10月創刊し、1999年10月まで刊行された。判型は原則として新書判だが、4コママンガ劇場の姉妹編である「1Pコミック劇場」のようにA5判で刊行されたものもある。